# ビー・デビル
『ビー・デビル』（原題：김복남 살인 사건의 전말、英題：Bedevilled）は、2010年に公開された韓国のスプラッター映画。チャン・チョルス監督のデビュー作。
原題の意味は「キム・ボンナム殺人事件の顛末」。密陽女子中学生集団性暴行事件など実際に起こった3つの性暴行事件を元に脚本化されている。R-18指定。

## あらすじ
ソウルの銀行員ヘウォン(チ・ソンウォン)は職場でのトラブルから仕事を休業し、生まれ育った孤島に帰省する。ヘウォンは幼なじみのボンナム(ソ・ヨンヒ)に迎え入れられるが、ボンナムは夫や村の住人から虐げられており、村の男の慰み者とされていた。ボンナムの置かれている状況を理解していたヘウォンだったが、娘と共にソウルへと連れて行って欲しいという頼みを面倒だからと拒否する。ヘウォンの協力を得られないボンナムは、夫が眠った隙に娘を連れて島から脱出しようと画策する。

## キャスト
- キム・ボンナム：ソ・ヨンヒ
- ヘウォン：チ・ソンウォン
- マンジョン（ボンナムの夫）：パク・チョンハク
- マンジョンの母親：ペク・スリョン
- チョルジョン（マンジョンの弟）：ペ・ソンウ
- トゥクス（船渡し）：オウ・ヤン
- ヨニ（ボンナムの娘）：イ・ジウン

## スタッフ
- 監督：チャン・チョルス
- 脚本：チェ・クァンヨン
- 製作総指揮：キム・ハリー・H・W、ハン・マンテグ、ジョン・ヒョン
- 製作：パク・キュヨン
- 共同製作：チャン・ソクビン
- 撮影：キム・ギテ
- 美術：シン・ジョミ
- 音楽：キム・テソン
- 録音：ソン・ジンヒョク
- 照明：ナム・ジナ
- 編集：キム・ミジュ
- 字幕：荒木芯

## 受賞歴
- 2010年 富川国際ファンタスティック映画祭：作品賞、主演女優賞、富士フイルム・エターナ賞
- 2010年 AFI Fest：新人監督賞
- 2010年 大鐘賞：新人監督賞
- 2010年 大韓民国映画大賞：主演女優賞、新人監督賞
- 2010年 オースティン・ファンタスティック映画祭（英語版）：主演女優賞、観客賞
- 2011年 ジェラルメ国際ファンタスティカ映画祭：グランプリ
- 2011年 ポルト国際映画祭：最優秀女優賞